# Wieniamin Arzamascau
Wieniamin Uładzimirawicz Arzamascau, biał. Веніамін Уладзіміравіч Арзамасцаў, ros. Вениамин Владимирович Арзамасцев, Wieniamin Władimirowicz Arzamascew (ur. 1 sierpnia 1937 we wsi Kazakiewiczewo, Kraj Chabarowski, Rosyjska FSRR) – białoruski piłkarz pochodzenia rosyjskiego, grający na pozycji pomocnika, trener piłkarski.

## Kariera piłkarska
Urodził się w rodzinie wojskowego, dlatego w dzieciństwie często zmieniał miejsca zamieszkiwania. Studiując w Państwowym Instytucie Kultury Fizycznej w Smoleńsku bronił barw akademickiej drużyny GIFK. W 1959 rozpoczął zawodową karierę piłkarską w klubie Dinamo Smoleńsk, który potem nazywał się Tekstilszczik i Spartak. W 1963 został zaproszony do Dynama Mińsk. W 1970 wyjechał na Syberię, gdzie bronił barw klubu Sielenga Ułan Ude. W 1971 został piłkarzem Homselmaszu Homel, w którym zakończył karierę piłkarza w roku 1973.

## Kariera trenerska
Po zakończeniu kariery piłkarskiej rozpoczął pracę szkoleniowca. Najpierw szkolił dzieci w Szkole Sportowej Rezerw Olimpijskich Dynama w Mińsku. W 1980 został zaproszony do sztabu trenerskiego Dynama Mińsk, gdzie najpierw pomagał trenować, a od września 1983 do czerwca 1986 prowadził klub. W latach 1988–1991 pracował z algierskim JS Bordj Ménaïel. W 1992 wrócił do Białorusi, gdzie jednocześnie został pomocnikiem Michaiła Wiarhiejenki w klubie Dynama Mińsk oraz reprezentacji Białorusi. Z przerwami pracował w Dynamie przez ponad 10 lat, zajmując różne stanowiska trenerskie w pierwszym zespole Dynama i farm-klubie Dynama-93 Mińsk. Kilka razy pełnił obowiązki głównego trenera, a od sierpnia do listopada 1998 roku stał na czele klubu.
Od grudnia 2003 do grudnia 2005 szkolił dzieci w Szkole Futbolowej Źmiena Mińsk, a po jej reorganizacji w Szkole Futbolową FK Mińsk kontynuował pracę.

## Sukcesy i odznaczenia

### Sukcesy piłkarskie
Dynama Mińsk
- brązowy medalista mistrzostw ZSRR: 1963
- finalista Pucharu ZSRR: 1965

### Sukcesy trenerskie
Dynama Mińsk
- brązowy medalista mistrzostw ZSRR: 1983

### Odznaczenia
- tytuł Mistrza Sportu ZSRR: 1963
- tytuł Zasłużonego Trenera Białoruskiej SRR: 1982 (Białorusi od 1996)